# Huinhoven

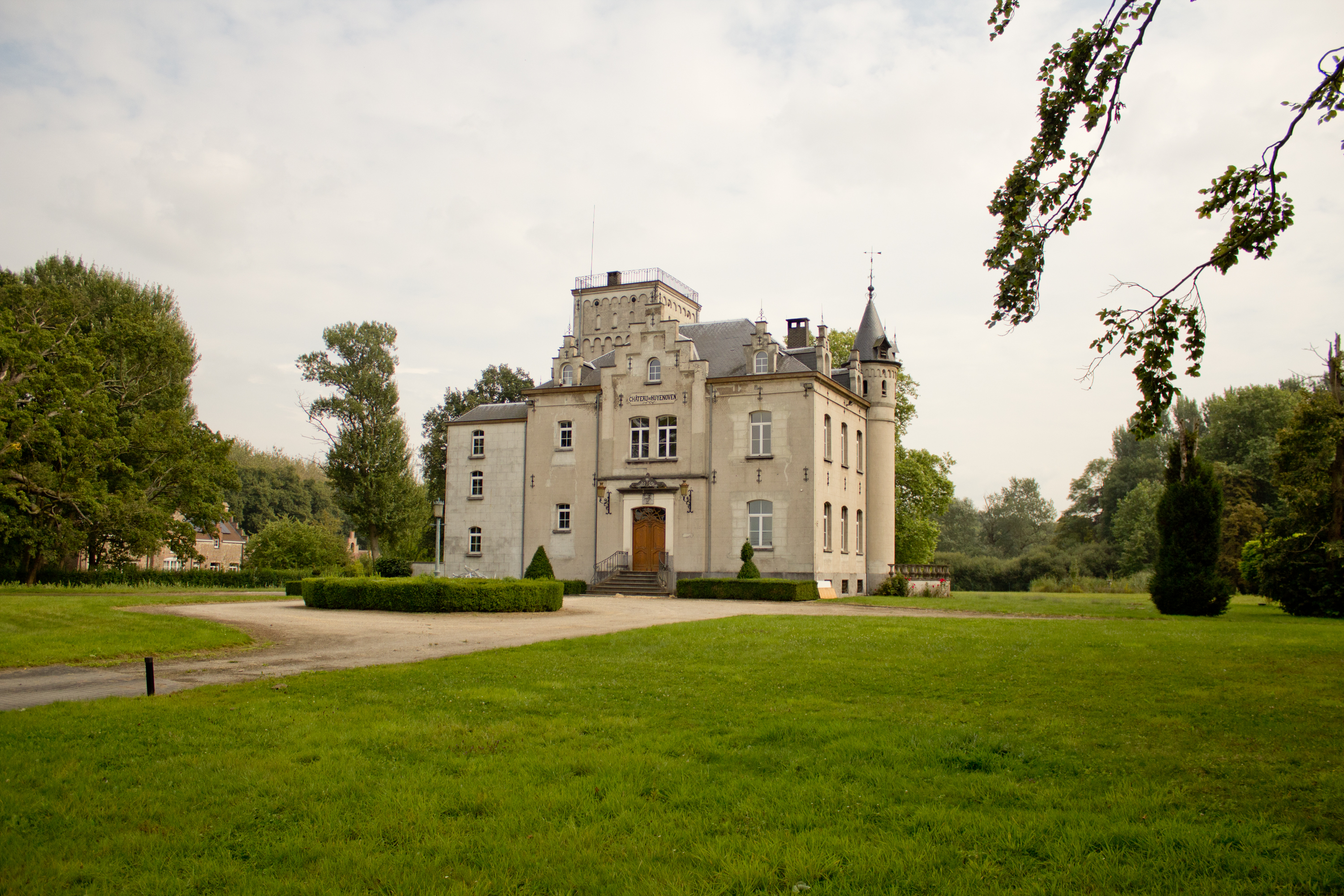
Kasteel Huyenhoven

Huinhoven is een gehucht in de Belgische gemeente Steenokkerzeel, provincie Vlaams-Brabant. Voor de gemeentelijke fusies maakte het deel uit van huidige deelgemeente Perk. Het is gelegen tussen deze plaats en Peutie.

## Ligging & Mobiliteit
Huinhoven ligt op een hoogte van 16 meter en ligt op de grens van de landschappen Dijleland en de Brabantse Kouters. Ten westen van het Huinhoven ligt de E19, op de grens met de Vilvoordse deelgemeente Peutie. Bussen van De Lijn verbinden het gehucht met Vilvoorde en Mechelen.

## Natuur
Ten zuiden van het Huinhoven ligt het natuurreservaat Floordambos. Ook vindt men daar het Kasteel Huyenhoven en Kasteel Ravaart.